# 義号作戦
義号作戦（ぎごうさくせん）とは
1. 太平洋戦争（大東亜戦争）中の1945年5月24日に沖縄戦で、日本陸軍が｢義烈空挺隊｣を用いて行った作戦のこと。1945年4月1日、アメリカ軍は沖縄・読谷～北谷に至る西海岸から上陸し、付近の飛行場を占領。3日にはそれらの使用を開始した。この飛行場に対し空挺部隊を乗せた爆撃機が強行着陸して破壊活動を行い、飛行場が使用不能となった間に沖縄周辺のアメリカ艦艇に攻撃を行うという作戦であった。一般的に知られるのはこちらである。
2. 太平洋戦争（大東亜戦争）中の1944年11月26日にレイテ島の戦いで、日本軍が｢薫空挺隊｣を用いて行なった作戦のこと。フィリピンレイテ島のアメリカ軍占領下の飛行場に、高砂義勇隊が輸送機で強行着陸して破壊活動を行なおうとした。味方輸送船の航行の安全を図る目的であった。義号作戦の名称を用いたのはこの戦いが最初である。